# Chris Noth
Christopher "Chris" Noth (13. studenoga 1954.), američki filmski i televizijski glumac.
Rođen je u Madisonu, Wisconsin. Najmlađi je od trojice braće.Majka Jeanne mu je bivša novinarka CBS-a, a otac Charles bio je odvjetnik i prodavač osiguranja. Bez oca je ostao 1966. u 12. godini.
U mladosti je s majkom i braćom putovao kroz Ujedinjeno Kraljevstvo, Španjolsku i Čehoslovačku.
Nakon što je pohađao koledž Marlboro u Vermontu, dobio je magisterij lijepih umjetnosti na dramskom odjelu Yalea.
Tamo je glumio u 25 drama i bio učenik legendarnog Sanforda Meisnera.
Prvu zapaženu ulogu ostvario je u indonezijskom filmu "Meci i žene". Iako je do sada ostvario skoro 60 uloga, najpoznatiji je kao detektiv Mike Logan u seriji Zakon i red (original i Zločinačke nakane), te kao Faca, misteriozni dečko, kasnije i muž Carrie Bradshaw u seriji Seks i grad.
Od 2009.godine glumi u seriji Dobra žena gdje mu je partnerica Juliana Marguiles.
Za tu ulogu nominiran je za nagradu Zlatni globus.
Oženjen je od 2012. i ima sina Oriona Christophera.

## Vanjske poveznice
- Chris Noth u internetskoj bazi filmova IMDb-u (engl.)